# John Deydras
John Deydras, mort exécuté par pendaison aux alentours du 23 juillet 1318, aussi connu sous le nom de John de Powderham, est un prétendant au trône d'Angleterre sous le règne d'Édouard II.

## Contexte
Au début de l'année 1318, Édouard II est devenu de plus en plus impopulaire dans son royaume. Il est en effet violemment critiqué en raison de son style de gouvernement ainsi que ses défaites militaires face à Robert Ier d'Écosse. Soumis depuis le début de son règne à l'influence de favoris — dont le plus notoire, Pierre Gaveston, a été mis à mort par ses adversaires au sein du baronnage en 1312 — sur lesquels il fait pleuvoir des charges et honneurs insignes, le roi suscite l'opposition croissante de ses barons, qui tentent, sous l'égide de Thomas de Lancastre, 2e comte de Lancastre, de contrôler ses pouvoirs par les Ordonnances de 1311. En outre, sa gestion du conflit contre le roi d'Écosse est sérieusement remise en cause par les barons depuis la cinglante défaite de Bannockburn en 1314 et les raids conséquents dont est victime le Nord de l'Angleterre, qui est par ailleurs profondément appauvri à cause de la Grande Famine qui y règne à partir de 1315.

## Arguments
C'est dans ce contexte assez tendu qu'apparaît au début du mois de juillet 1318 au palais de Beaumont d'Oxford, où siège alors la cour, un jeune clerc prénommé John Deydras. Ce dernier affirme être le véritable héritier du trône et revendique la couronne par « droit du sang »,. Les témoins confirment une grande ressemblance de John Deydras avec Édouard II, le prétendant étant un bel et grand homme. Contrairement au roi, Deydras ne présente en revanche qu'une seule oreille. Selon la Chronique de Lanercost, il explique, qu'étant un nourrisson, une servante chargée de le surveiller l'avait laissé se faire attaquer par un cochon alors qu'il jouait dans la basse-cour et que le cochon lui avait mordu l'oreille. Craignant d'être sévèrement punie par le roi Édouard Ier, la servante aurait échangé le prince héritier avec le fils d'un charretier (ou d'un tanneur, selon certains chroniqueurs), qui serait par la suite devenu Édouard II. John Deydras aurait été de son côté élevé dans la pauvreté. Cet échange de nourrissons expliquerait le mode de gouvernement d'Édouard II et son dédain des activités martiales — Édouard apprécie au contraire les activités rustiques comme ramer, tailler des haies ou creuser des fossés, unanimement considérées indignes d'un roi au XIVe siècle. Deydras propose de se livrer avec Édouard II à un combat singulier pour le trône. Les rumeurs commencent alors à se diffuser dans toute l'Angleterre.

## Exécution
John Deydras est rapidement arrêté et amené devant Édouard II à Northampton. Amusé par toute l'affaire à laquelle il n'accorde aucun crédit, le roi le reçoit apparemment avec humour et courtoisie : « Bienvenue, mon frère ! » Il semble même qu'il ait envisagé de faire de Deydras un plaisantin à sa cour pour amuser ses barons. Mais le prétendant insulte le roi, lui propose à nouveau de l'affronter en combat singulier et répète sa revendication : « Tu n'es pas mon frère, mais tu as faussement revendiqué le royaume pour toi-même. Tu n'as pas une goutte de sang de l'illustre roi Édouard [Ier], et je suis prêt à te le prouver ». Finalement, il est jugé pour sédition sur ordre d'Édouard II, supposément à la demande de certains de ses barons, inquiets qu'une telle histoire reçoive autant d'écho au sein du royaume. Les parents de John Deydras sont également convoqués à la cour à Northampton afin d'expliquer la conduite de leur fils, tandis que ce dernier confesse pendant son procès avoir purement inventé son récit, blâmant son chat qu'il accuse d'être le Diable en personne et de l'avoir égaré alors qu'il se promenait un jour dans une église. En dépit de sa confession, John Deydras est déclaré coupable de haute trahison et pendu à Northampton entre le 20 et le 24 juillet 1318 — peut-être le 23 —, ainsi que son chat. Son cadavre est par la suite présenté au peuple avant d'être brûlé, selon le chroniqueur Thomas Walsingham.

## Conséquences
On pense de nos jours que John Deydras était un déséquilibré mental et que son récit relevait de la pure imagination. Les historiens modernes citent l'affaire Deydras pour décrire le mécontentement grandissant envers Édouard II pendant cette période. Le fait que le roi suscite alors autant d'horreur et de dédain de la part de ses sujets expliquera, à terme, sa déposition par le Parlement d'Angleterre en 1327. Les prétentions de Deydras auraient profondément affecté la reine Isabelle de France, l'épouse d'Édouard, qui se serait sentie humiliée par cet événement. Mais, selon l'historienne Alison Weir, il ne semble pas que la reine ait cru aux arguments de John Deydras et il est davantage probable qu'elle ait été encore vulnérable d'un point de vue émotionnel, ayant accouché le 18 juin 1318 de sa fille Aliénor. Pourtant, l'affaire jette des doutes sur la légitimité d'Édouard II, qui demande peu après l'exécution de John Deydras au pape Jean XXII de pouvoir être une nouvelle fois oint, malgré son couronnement en 1308, afin de regagner la légitimité divine et ainsi mettre fin aux troubles qui agitent son règne. L'historien Dan Jones admet pour sa part que le roi aurait à ce moment-là été influencé par un dominicain nommé Nicholas de Wisbech, ce dernier prétendant détenir une portion d'huile sainte apportée par l'archevêque de Cantorbéry Thomas Becket en 1170. Malgré l'accord de Jean XXII, Édouard II renonce finalement à ce projet.